# Sympistis khem
Sympistis khem là một loài bướm đêm thuộc họ Noctuidae. Nó được tìm thấy ở Utah.
Sải cánh dài khoảng 33 mm.